# 174-я стрелковая дивизия (3-го формирования)
174-я стрелковая дивизия (174 сд) — воинское формирование (соединение, стрелковая дивизия) РККА в Великой Отечественной войне. 
Дивизия участвовала в боевых действиях: 
- 12.07.1943-23.07.1943
- 01.08.1943-01.04.1945
- 21.04.1945-11.05.1945

Сокращённое наименование — 174 сд

## История
Дивизия начала формироваться  на базе 25-й (2 ф.) и 28-й отдельных стрелковых бригад в Смоленской  и Тульской областях, в начале мая 1943 года  под общим руководством генерал-майора Г. М. Немудрова, а затем полковника Ц. А. Горелика, и была сформирована 12 июля 1943 года. 
Вскоре после формирования дивизия вошла в состав 3-й резервной армии. С 1 августа 1943 года она вошла в 21-ю армию Западного фронта и участвовала в Смоленской, Спас-Деменской и Ельнинско-Дорогобужской наступательных операциях. После освобождения войсками фронта города Ельня (30 августа) дивизия до 22 июля 1944 года  в составе 5-й и 49-й армий находились в обороне на реке Днепр (12 км юго-западнее м. Россасна), затем в составе 31-й армии 3-го Белорусского фронта участвовали в Белорусской, Витебско-Оршанской, Минской, Белостокской, Вильнюсской и Каунасской наступательных операциях. За форсирование реки Березина и овладение городом Борисов она получила почетное наименование «Борисовская» (10.07.1944), а за освобождение города Гродно награждена орденом Красного Знамени (25.07.1944). 19 октября 1944 года в ходе Гумбинненской операции  дивизия вновь перешла в наступление с плацдарма на реки Неман в направлении Сувалки — Августов, прорвала оборону немцев в районе между озерами Тоболово и Сэрви, в массивах Августовских лесов и к исходу 25 октября вышла на рубеж реки Роспуда. За проведение этой операции и вторжение в пределы Восточной Пруссии дивизия была награждена  орденом Суворова 2-й ст. (14.11.1944). В январе — марте 1945 года дивизия в составе 31-й армии 3-го Белорусского фронта успешно действовала в Восточно-Прусской, Инстербургско-Кенигсбергской наступательных операциях, в прорыве обороны немцев в районе Мазурских озер и овладении городами Растенбург, Хайльсберг, Ландсберг и Хайлигенбайль. 26 марта ее части вышли на берег залива Фришес-Хафф, тем самым ликвидировали последний очаг сопротивления противника в районе порта Розенберг. За бои по овладению города Хайлигенбайль дивизия была награждена орденом Кутузова 2-й ст. (26.03.1945). 2 апреля 1945 года она в составе армии была выведена в резерв Ставки ВГК, затем к 21 апреля передислоцирована на 1-й Украинский фронт и участвовала в Пражской наступательной операции, прошла с боями из района Лигница (Центральная Германия) до чехословацкого города Семили.
После войны в июле 1945 г. дивизия была расформирована согласно Директиве Ставки ВГК от 29 мая 1945 в городе Фридланд.   

## Полное название
174-я Борисовская Краснознаменная орденов Суворова и Кутузова стрелковая дивизия

## Состав и награды
- 494-й стрелковый Гродненский орденов Кутузова и Александра Невского полк

 (5 апреля 1945 года- — за взятие городов Хайльсберг и Фридланд)
 (12 августа 1944 года- за прорыв обороны немцев на реке Неман)
- 508-й стрелковый Гродненский орденов Кутузова и Александра Невского полк полк

 (5 апреля 1945 года- за взятие городов Хайльсберг и Фридланд).
 (12 августа 1944 года- за прорыв обороны немцев на реке Неман).
- 628-й стрелковый Гродненский Краснознаменный ордена Александра Невского полк

 (12 августа 1944 года- за прорыв обороны немцев на реке Неман).
 (5 апреля 1945 года- за взятие городов Хайльсберг и Фридланд).
- 598-й артиллерийский Неманский ордена Александра Невского полк

 (5 апреля 1945 года- за взятие городов Хайльсберг и Фридланд).
- 178-й отдельный сапёрный ордена Александра Невского батальон

 (5 апреля 1945 года- за взятие городов Хайльсберг и Фридланд).
- 179-й отдельный истребительно-противотанковый дивизион
- 331-й отдельный батальон связи (ранее 727-я отдельная рота связи)
- 197-я отдельная разведывательная рота
- 162-й отдельный медико-санитарный батальон
- 166-я отдельная рота химической защиты
- 196-я автотранспортная рота
- 294-я полевая хлебопекарня
- 181-й дивизионный ветеринарный лазарет
- 1641-я полевая почтовая станция (полевая почта № 29436)
- 1631-я полевая касса Государственного банка.

## Подчинение
| Дата            | Фронт                 | Армия               | Корпус                  | Примечания |
| --------------- | --------------------- | ------------------- | ----------------------- | ---------- |
| 01.06.1943 года | Резерв ставки ВГК     | 3-я резервная армия | -                       | -          |
| 01.07.1943 года | Резерв ставки ВГК     | 3-я резервная армия | -                       | -          |
| 01.08.1943 года | Западный фронт        | 21-я армия          |                         | -          |
| 01.09.1943 года | Западный фронт        | 21-я армия          |                         | -          |
| 01.10.1943 года | Западный фронт        | 21-я армия          | 69-й стрелковый корпус  | -          |
| 01.11.1943 года | Западный фронт        | 68-я армия          | 72-й стрелковый корпус  | -          |
| 01.12.1943 года | Западный фронт        | 5-я армия           | 72-й стрелковый корпус  | -          |
| 01.01.1944 года | Западный фронт        | 49-я армия          | 61-й стрелковый корпус  | -          |
| 01.02.1944 года | Западный фронт        | 49-я армия          | 61-й стрелковый корпус  | -          |
| 01.03.1944 года | Западный фронт        | 49-я армия          | 61-й стрелковый корпус  | -          |
| 01.04.1944 года | Западный фронт        | 49-я армия          |                         | -          |
| 01.05.1944 года | 3-й Белорусский фронт | 31-я армия          | 113-й стрелковый корпус | -          |
| 01.06.1944 года | 3-й Белорусский фронт | 31-я армия          | 113-й стрелковый корпус | -          |
| 01.07.1944 года | 3-й Белорусский фронт | 31-я армия          | 113-й стрелковый корпус | -          |
| 01.08.1944 года | 3-й Белорусский фронт | 31-я армия          | 36-й стрелковый корпус  | -          |
| 01.09.1944 года | 3-й Белорусский фронт | 31-я армия          | 36-й стрелковый корпус  | -          |
| 01.10.1944 года | 3-й Белорусский фронт | 31-я армия          | 36-й стрелковый корпус  | -          |
| 01.11.1944 года | 3-й Белорусский фронт | 31-я армия          | 36-й стрелковый корпус  | -          |
| 01.12.1944 года | 3-й Белорусский фронт | 31-я армия          | 36-й стрелковый корпус  | -          |
| 01.01.1945 года | 3-й Белорусский фронт | 31-я армия          | 36-й стрелковый корпус  | -          |
| 01.02.1945 года | 3-й Белорусский фронт | 31-я армия          | 44-й стрелковый корпус  | -          |
| 01.03.1945 года | 3-й Белорусский фронт | 31-я армия          | 44-й стрелковый корпус  |            |
| 01.04.1945 года | 3-й Белорусский фронт | 31-я армия          | 44-й стрелковый корпус  |            |
| 01.05.1945 года | 1-й Украинский фронт  | 31-я армия          | 44-й стрелковый корпус  |            |

## Командование

### Командиры
- Немудров, Гавриил Маркелович (08.05.1943 - 24.05.1943), генерал-майор
- Горелик, Цаллер Абрамович (25.05.1943 - 11.11.1943), полковник
- Кукаркин, Василий Александрович (12.11.1943 - 12.11.1943), полковник
- Горелик, Цаллер Абрамович (13.11.1943 - 17.11.1943), полковник
- Дёмин, Никита Иванович (18.11.1943 - ??.07.1945), полковник

### Заместители командира
- Выдриган, Захарий Петрович (??.06.1943 - 07.09.1943), полковник
- Кукаркин, Василий Александрович (29.10.1943 - ....), полковник

### Начальники штаба
- Антонидзе Владимир Владимирович  (08.05.1943 - ?), подполковник
- Поляков Василий Георгиевич, полковник
- Хаустович, Пётр Сильверстович (??.07.1944 - 22.11.1944), полковник
- Романенко, Павел Степанович (23.11.1944 - ??.07.1945), полковник
- Акатов Сергей Сергеевич, полковник

## Награды и наименования
| Награда (наименование)              | Дата                                                      | За что награждена |
| ----------------------------------- | --------------------------------------------------------- | --- |
| Почётное наименование «Борисовская» | Приказ Верховного Главнокомандующего от 10 июля 1944 года | За отличие в боях при форсирование реки Березина и овладение городом Борисов                                                                                      |
| Орден Красного Знамени              | 25 июля 1944 года                                         | За образцовое выполнение заданий командования в боях с немецкими захватчиками, за овладение городом и крепостью Гродно и проявленные при этом доблесть и мужество |
| Орден Суворова II степени           | 14 ноября 1944                                            | За образцовое выполнение заданий командования при прорыве обороны немцев и вторжении в пределы Восточной Пруссии, проявленные при этом доблесть и мужество        |
| Орден Кутузова II степени           | 26 апреля 1945                                            | За образцовое выполнение заданий командования в боях с немецкими захватчиками при овладении городом Хайлигенбайль и проявленные при этом доблесть и мужество      |

Личному составу 174-й стрелковой Борисовской Краснознамённой орденов Суворова и Кутузова дивизии было объявлено девять благодарностей в приказах Верховного Главнокомандующего:
- За овладение городом и оперативно важным железнодорожным узлом Орша — мощным бастионом обороны немцев, прикрывающим минское направление. 27 июня 1944 года № 121.
- За форсирование реки Березина, и овладение штурмом городом и крупным узлом коммуникаций Борисов — важным опорным пунктом обороны немцев, прикрывающим подступы к Минску. 1 июля 1944 года. № 126.
- За овладение штурмом городом и крепостью Гродно — крупным железнодорожным узлом и важным укреплённым районом обороны немцев, прикрывающим подступы к границам Восточной Пруссии. 16 июля 1944 года. № 139.
- За прорыв долговременной, глубоко эшелонированной обороны немцев, прикрывавшей границы Восточной Пруссии, вторжение в пределы Восточной Пруссии и овладение мощными опорными пунктами обороны противника — Ширвиндт, Наумиестис (Владиславов), Виллюнен, Вирбалис (Вержболово), Кибартай (Кибарты), Эйдткунен, Шталлупёнен, Миллюнен, Вальтеркемен, Пиллюпёнен, Виштынец, Мелькемен, Роминтен, Гросс Роминтен, Вижайны, Шитткемен, Пшеросьль, Гольдап, Филипув, Сувалки. 23 октября 1944 года. № 203.
- За прорыв мощной, долговременной, глубоко эшелонированной обороны противника в районе Мазурских озёр, считавшейся у немцев со времён первой мировой войны неприступной системой обороны, и овладение городами Бартен, Дренгфурт, Растенбург, Раин, Николайкен, Рудшанни, Пуппен, Бабинтен, Теервиш, превращёнными немцами в сильные опорные пункты обороны. 27 января 1945 года. № 258.
- За овладение штурмом городами Хайльсберг и Фридланд — важными узлами коммуникаций и сильными опорными пунктами обороны немцев в центральных районах Восточной Пруссии. 31 января 1945 года. № 267.
- За овладение с боем городами Ландсберг и Бартенштайн — крупными узлами коммуникаций и сильными опорными пунктами обороны немцев в центральных районах Восточной Пруссии. 4 февраля 1945 года. № 269.
- За овладение городом Хайлигенбайль — последним опорным пунктом обороны немцев на побережье залива Фриш-Гаф, юго-западнее Кёнигсберга. 25 марта 1945 года. № 309.
- За завершение ликвидации окружённой восточно-прусской группы немецких войск юго-западнее Кёнигсберга. 29 марта 1945 года. № 317.

## Отличившиеся воины дивизии
| Награда            | Ф. И. О.                    | Должность                                                       | Звание                          | Дата награждения                            | Примечания |
| ------------------ | --------------------------- | --------------------------------------------------------------- | ------------------------------- | ------------------------------------------- | --- |
|                    | Дьяков, Иосиф Иванович      | парторг батальона 494-го стрелкового полка                      | Старший лейтенант Красной Армии | 24.03.1945                                  | |
|                    | Кулаков, Пётр Афанасьевич   | командир орудия 598-го артиллерийского полка                    | Сержант                         | 24.03.1945                                  | |
|                    | Сухамбаев, Агадил           | командир стрелкового отделения 628-го стрелкового полка         | Красноармеец                    | 24.03.1945                                  | 31.07.1944 у дер. Стшельцовизна (24 км сев.-вост. г. Августов, Польша) в критический момент боя бросился на вражеский пулемёт и закрыл его своим телом. Ценою жизни способствовал выполнению задачи подразделением. |
| Орден Славы        | Мурай, Григорий Ефремович   | помощник командира взвода снайперов 508-го стрелкового полка    | Старший сержант                 | 01.02.1944 09.02.1945 28.02.1945 29.06.1945 | Один из полных кавалеров ордена Славы, награждённых в годы войны четырьмя орденами Славы. |
| Медаль "За Отвагу" | Заварзин Григорий Романович | Санинструктор 1-го стрелкового батальона, 494 стрелкового полка | Сержант                         | 30.09.1943                                  | Находясь непосредственно в цепи и ведя огонь, своевременно оказал первую помощь раненым и эвакуировал с поля боя с их личным оружием.                                                                               |

## Память
В 174-й Стрелковой дивизии были награждены:
Согласно Приказу по 494 стрелковому полку 174-й Стрелковой дивизии № 04/Н от 30 сентября 1943 года, наградить медалью "За Отвагу":
```
Санинструктора 1-го стрелкового батальона сержанта Заварзина Григория Романовича.
```